# Daily Mail
Daily Mail este un ziar din Marea Britanie tipărit sub formă de tabloid, înființat în anul 1896 de frații Harmsworth, Alfred (devenit Lord Rothermere) și Harold (devenit Lord Northcliffe).
Ziarul face parte din compania Daily Mail and General Trust, care mai deține ziarele The Mail on Sunday și Evening Standard
Daily Mail are un tiraj de 2.324.428 exemplare zilnic (martie - aprilie 2008).